# جيش الدولة السعودية الأولى
جيش الدولة السعودية الأولى هو الجيش التي كانت تستخدمه الدولة السعودية الأولى في حروبها ومعاركها. ولم يكن جيشا دائما، في غالبية الوقت.

## الحشد

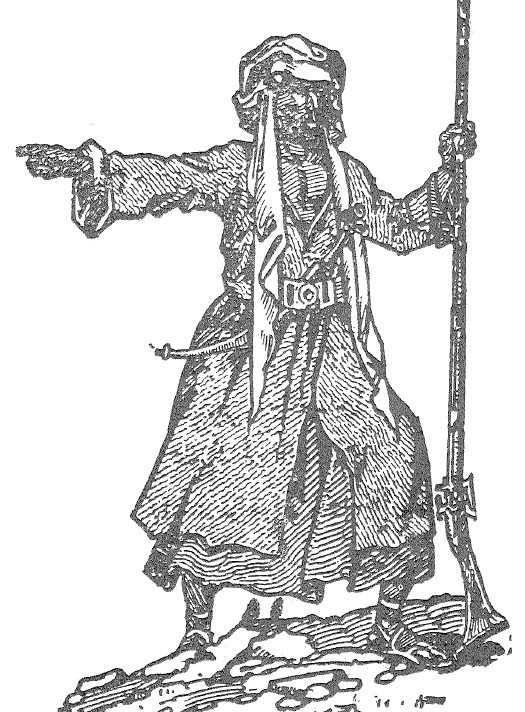
رسم تخيلي قديم لمقاتل من الدولة السعودية الأولى.

لم يكن للدولة السعودية الأولى جيشٌ دائمٌ؛ فقد كانت قواتها المحاربة تتكون بطريقة إلزامية أو تطوعية، حسب متطلب الحال؛ فقد كان الحاكم أو نائبه في الغزو يطلب من أمراء المناطق وشيوخ القبائل عددًا معيَّنًا من المقاتلين، وعلى كل من يطلب منه ذلك أن يقوم بتنفيذه. وأيضًا، في بعض الأحيان، ينضم إليهم متطوعون؛ يشاركون في الغزو تدينًا أو رغبةً في الحصول على نصيب من الغنائم. أما بالنسبة للحرس الخاص بالحكام في الدرعية وللأمراء في قاعدة كل منطقة من مناطق الدولة، فقد كان هناك جنودٌ دائمون، كما كان هناك عددٌ من الجنود الذين يقضون فتراتٍ تطول وتقصر حسب الظروف في أماكن معينة؛ مثل المرابطين في الحصون المبنية قرب مدنٍ لم يكن من السهل الاستيلاء عليها، أو المناطق التي لا تطمئن الدولة إلى ولاء سكانها. وكانت القوات السعودية سريعة الحركة ومضللة للخصوم. كما اعتمدت أسلوب بناء قلاع أو قصور قرب البلدان التي تطول مقاومة أهلها، لمضايقتهم حتى يضطروا إلى إعلان الولاء لهم. وأما الأسلحة التي استعملها السعوديون، فمنها السيوف، والرماح، والخناجر، والبنادق، والمدافع التي غنموها من خصومهم؛ فقد استفادوا في مواجهة الحملة العثمانية التي قام بها حاكم مصر.

## النظام العسكري
ذكر المستشرق السويسري بركهارت عن النظام العسكري للدولة السعودية الأولى، في عهد الإمام سعود بن عبد العزيز، أن شيخ القبيلة الذي لا يملك جيشًا ثابتًا يجمع المحاربين التابعين له وينضم للإمام عند النداء للحرب وبعد الانتهاء مباشرة يتفرقون، وباستثناء مئات قليلة من المحاربين المختارين في الدرعية، يطلق عليها «المنقيّة»، ولم يكن للإمام سعود بن عبد العزيز وقتها، ولا لأبيه، جيشٌ نظاميٌ. وإذا ما أقدم الزعيم على الغزو أمر مشايخ القبائل أن يجتمعوا في يومٍ محددٍ في مكانٍ معلومٍ، وغالبًا ما يكون مورد ماء في الصحراء، وأحيانًا يطلب من شيخ القبيلة أو الأمير عددًا معينًا من المحاربين، فيقوم بإعدادهم بنوع من التجنيد الإلزامي من كل قبيلة أو قرية، وهكذا؛ إذا طلب من أمير القصيم مثلًا ألف مقاتل فإن على كل بلدة في تلك المنطقة أن تسهم بإعداد هؤلاء حسب نسبة سكانها، ويجب أن يحارب كل من عمره بين الثامنة عشر والستين عامًا، سواء أكان متزوجًا أم كان غير متزوج أم كان أبا لأسرة، ويجب أن يلتحق بهؤلاء كل من لديه فرس، والدعوة العامة للتجنيد تتم أحيانًا دون ذكر العدد المطلوب، والفقير يمده الغني براحلة وسلاح أو يجهز من بيت المال، وحين تكون الغزوة إلى جهة بعيدة مثل تلك التي وجهت لدمشق عام 1810 أو ضد عمان، يأمر الإمام سعود القادة أن يوافوه «بالسلّة» وحدها وهم النخبة الممتازة من الخيالة وراكبي الإبل. يذكر بركهارت أن مؤنة الجندي مئة رطل من الدقيق، وخمسون إلى ستين رطلًا من التمر، وعشرون رطلًا من السمن، وكيسٌ من الشعير أو القمح لراحلته، وقربة ماء تنقص هذه المؤنة أو تزيد بحسب مدة الغزو، وتؤمن من المشارك نفسه. وعلى أية حال فإن المرء بإمكانه، إن لم تكن الدعوة عامة للغزو، أن يستأجر من يشترك بدلًا منه، مقابل ما يعادل ثمانية إلى عشرة دولارات إسبانية، للغزوة التي لا تزيد عن الأربعين يومًا إضافةً لمُؤْنته، وفي حال كون الإبل قليلة أردف كل راكب بعير مقاتلٍا آخر، ويذكر أيضًا أن كل رجال الإمام جنودٌ يمكن له ان يدعوهم للخدمة في أية لحظة. وهكذا يعد هؤلاء جيشًا من الجنود المتميزين ويحتاجون، لجاهزيتهم، نحو أسبوعين من إخطارهم، وهي الطريقة المفضلة للحركات السريعة تجاه أرض عدو أو صد هجومٍ، خلاف مشروع الفتح الواسع.
يؤكد بركهارت أن الإمام سعود بواسطة هذه القوة سرعان ما انصاعت له العديد من الأقاليم، وكانت بعض المناطق القوية بمواقعها وسكانها مثل جبل شمر والحجاز وغيرها متساهلةً بداية الأمر في طاعتها لأوامر الإمام، وغير منتظمة في تأدية الزكاة، فكان الزعيم الفذ يذكرهم بداية الأمر بواجبهم بنصحٍ أبويٍّ مرةً وأخرى ويحصل أن يعدّ بعضهم ذلك ضعفًا مما يستوجب رفع الحماية عنهم أولًا ثم يباغتهم بهجومٍ كاسحٍ ويكرر حتى ينصاعوا لأوامره. كانت غزوات سعود تخطط بحنكة ودهاء وبشيء من الحيطة وبعد النظر وعمليات الكر والفر والتمويه، وتنفذ بمنتهى السرعة لدرجة أنها نادرًا ما فشلت، ولذلك فإنه حينما غزا سهول حوران عام 1810 لم تصل أخبار اقترابه منها إلا قبل وصوله إليها بيومين، رغم أنه استغرق خمسةً وثلاثين يومًا حتى وصل المكان، ولم يعلم أي جزء من سورية ما كان هدف هجومه، فاستطاع بذلك نهب أكثر من خمسٍ وثلاثين قريةً من حوران، قبل أن يبدي باشا دمشق أي أدلةٍ للدفاع. ثم يذكُر بأن سعودا قد كوّن من أعظم شجعان قومه وأشهر مغاويرهم قوةً أو حرسًا خاصًا يسمى «المنقيّة»؛ من شجعان العرب يبقون في الدرعية باستمرار، وهم وحدهم الجند الدائم من جيشه؛ فكان كلما سمع بفارسٍ مشهورٍ دعاه إلى الدرعية وضمه للمنقيّة، ويمده هو وأسرته بمؤونةٍ سنويةٍ من القمح والتمر والسمن، ويمنحه فرسًا أو ذلولًا وسلاحًا، ويصحب ذلك الحرس في غزواته، إلّا أنه يحتفظ بهم دائمًا كقوة احتياطٍ في المعركة، ويبعث أعدادًا صغيرةً منهم لمساعدة جنوده، ويصل عدد هؤلاء إلى ثلاثمئة مقاتلٍ، مجهزين ساعة الحرب بكل الأسلحة تقريبًا، وخيولهم مكسوة بلبسٍ؛ أي مادة صوفيةٍ محشوة لا تخترقها السيوف والرماح، وبما أن خدمتهم تطوعية، فإن سعودا يثق بهم وبولائهم ثقةً كبيرةً. وبالإضافة إلى المنقية أو الحرس الخاص، كان الإمام يأخذ معه إلى الدرعية كثيرًا من عقداء أو قادة حروب القبائل البدوية، وكثيرًا ما كان يسند لهم قيادة الغزوات، حتى كان ذكر أفراده مرعبًا لكل أعدائه؛ لأنهم لم يخسروا أبدًا سمعتهم العالية في الشجاعة.
يصف المستشرق الفرنسي لويس ألكسندر أوليفيه دوكورانسيه، والذي كان ضمن البعثة العلمية الفرنسية التي رافقت حملة نابليون على مصر، إستراتيجية القتال لدى الدولة السعودية الأولى كالتالي: وفي الصحراء المترامية الأطراف التي عليها الوهابيون وحدهم اليوم، تجتمع كافة المشاق ضد أعدائهم، والوهابيون وحدهم يعرفون مقاومتها. فهم لا يحتاجون إلا القليل لتحمل العطش والجوع والقيظ، أما الأعداء فيحتاجون إلى الكثير لمقاومة هذه المشاق، فضلا عن منازلة الوهابيين. لذلك كانت الطبيعة حليفة الوهابيين؛ حيث كانت تجمع العقبات كلها في وجه أعدائهم، فتؤمن لهم النصر قبل المعركة. وهكذا أصبح الوهابيون أسياد الجزيرة العربية بكاملها، في مأمن من هجمات العثمانيين، الذين باتوا لا يستطيعون القتال إلا دفاعاً وعلى أرضهم فقط؛ فمن السهل إذن التنبؤ بأن جميع المعارك التي ستقع بعد اليوم بين العثمانيين والوهابيين ستكون هجوماً من الوهابيين، ودفاعاً من أعدائهم. ونادراً ما كان أسلوب الدفاع موفقاً حتى لدى شعوب أوربا، فلا بد لذلك أنه سيكون حاسماً في بلد مفتوح كآسيا الصغرى، ولدى شعوب غير منظمة، يجعلها الخوف من هجوم مفاجئ تستسلم فوراً من دون مقاومة. وقد أدرك الوهابيون هذا الوضع فأصبحت جميع معاركهم مفاجآت. وكانوا ينسحبون دائماً متى بدا لهم أن العلم بوجودهم سيؤدي إلى المقاومة، وهذا الأسلوب في الغزو، جعل أجدادهم العرب ذوي بأس منذ أجيال عديدة، ولكن انقسامهم حتى اليوم إلى الألوف من القبائل المختلفة، جعلهم يستهلكون قواهم في معارك داخلية. وقد صهرهم محمد بن عبد الوهاب في أمة واحدة، وأعطى هذه الأمة مجموع القوى التي كانت مبعثرة قبله. وباجتماع هذه القوى، أصبح هذا الشعب ذا هيبة تهدد الشرق كله باحتلال قريب . ولم يكن الجيش السعودي في يتوقف عن القتال في شهر رمضان، لأن محاربة أهل البدع والكفار هو عبادة توازي الصوم والصلاة وفي نظرهم.

### الرايات العسكرية
تميز شيوخ القبائل الذين رافقوا سعود الكبير في المعارك والحروب براياتهم، وكان لسعود كثير من الرايات، وبألوان مختلفة. وذكر بروكهارت، اذا سار الجيش في الليل تحمل للشيوخ وللزعماء مشاعل أمامهم. وقد ضعف هارفرد جونز بريدجز قول بروكهارت عن المشاعل، كونه اسلوب غير شائع في نظام شبه الجزيرة العربية.

### الزي
يذكر الرحالة لوي جاك روسو، أن الوهابيين كان زيهم عبارة عن الزي العربي المعروف، وكانوا يحملون السلاح بشكل مستمر.

## التسليح

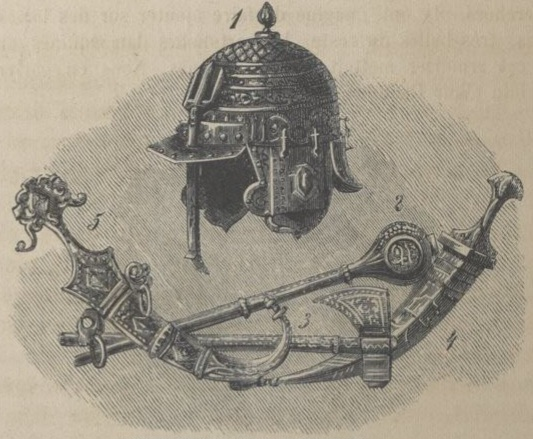
(4): خنجر وهابي.

كانت أسلحة جيش الدولة السعودية الأولى تتكون من الرماح، والسيوف، والخناجر، والمدافع، والبنادق (التي غنموها)، والسفن الحربية الخاصة بحلفاءهم، الوهابيين "القواسم". والذين كان لهم صراعات مع شركة الهند البريطانية. وكان من اشهر البحارة السعوديين هو رحمة بن جابر الجلهمي.

## الفرق العسكرية

### المنقية

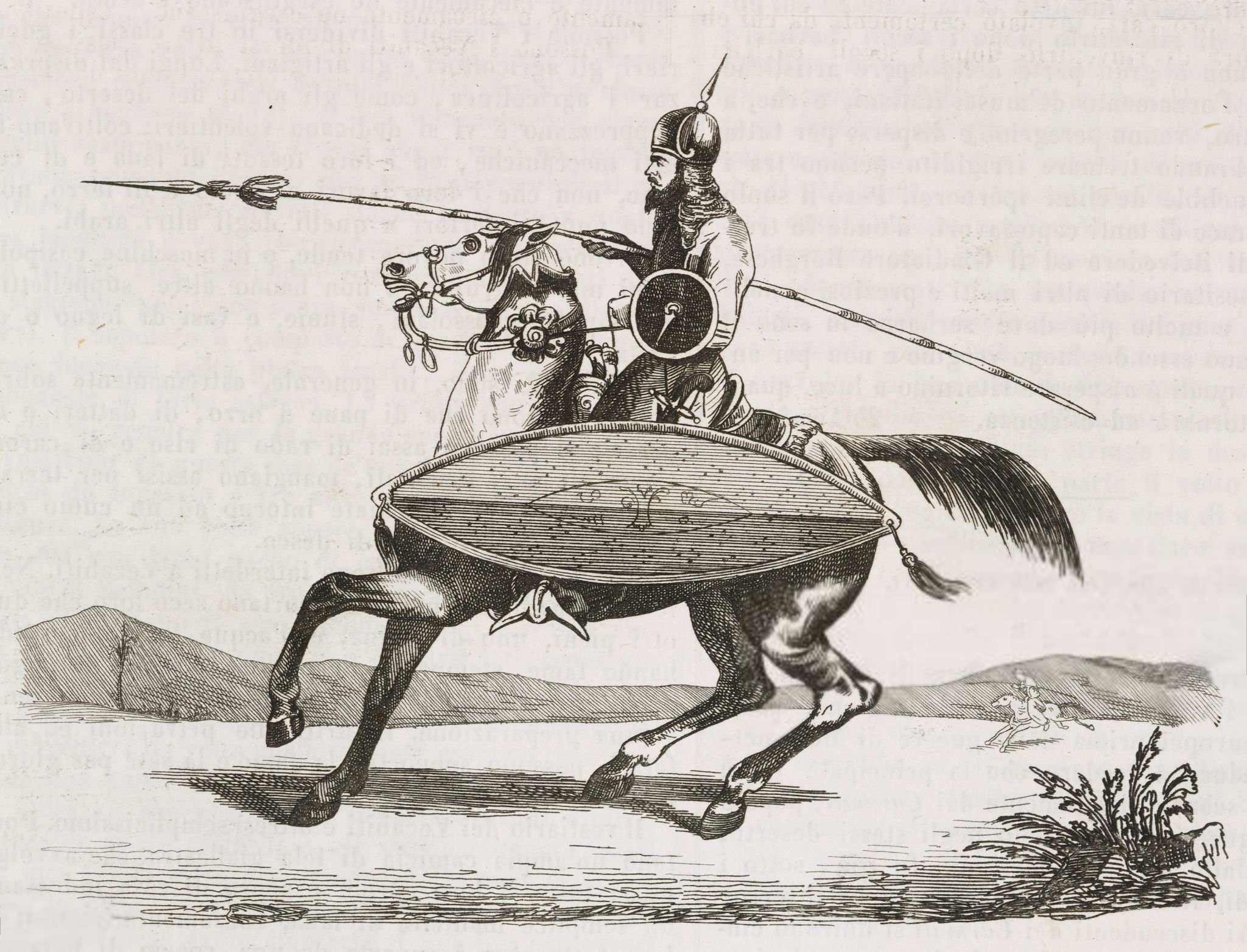
فارس من الدولة السعودية الأولى، للرسام الفرنسي اميل بريس دافين.

قام سعود الكبير بن عبد العزيز آل سعود بتأسيس جيش شخصي يسمى" المَنْقِيَّة" أو "المنجية" أو "السِلَّة. ولازمت تلك الفرقة الدولة السعودية الأولى حتى سقوطها، وكانت القوة النظامية الوحيدة للدولة. وقد تميزوا بالشجاعة، تميزت بالثبات والرهبة الذي تثيرها في نفوس خصمومها. كان عددهم يصل إلى حوالي ثلاث مئة خيالة مدرعة لحماية الحصان من الجروح الخطرة. كانت الانضمام للفرقة اختياري، وتحفظ لأعضئها حرية النسحاب فيها بأي وقت. ولكن سعوداً يستعملهم بالخصوص في الهجوم أو الدفاع، وكان دائماً يحتفظ بهم بصفتهم فرقة احتياط للاستخدام في بعض المناسبات الخاصة.وكانت طريقة الانضمام لهذه الفرقة هو الشدة وتناقل الأخبار حول المهارات الحربية للمقاتل فكلما سمع بفارسٍ مشهورٍ يتم استدعاءه إلى الدرعية وضمه للمنقيّة، ويمد هو وأسرته بمؤونةٍ سنويةٍ من القمح والتمر والسمن، ويمنحه فرسًا أو ذلولًا وسلاحًا.

### السبْرا
كانت الفرقة التي تسبق الجيش وكانت مكونة من ثلاثين إلى أربعين فارس.

### الحاميات الدائمة

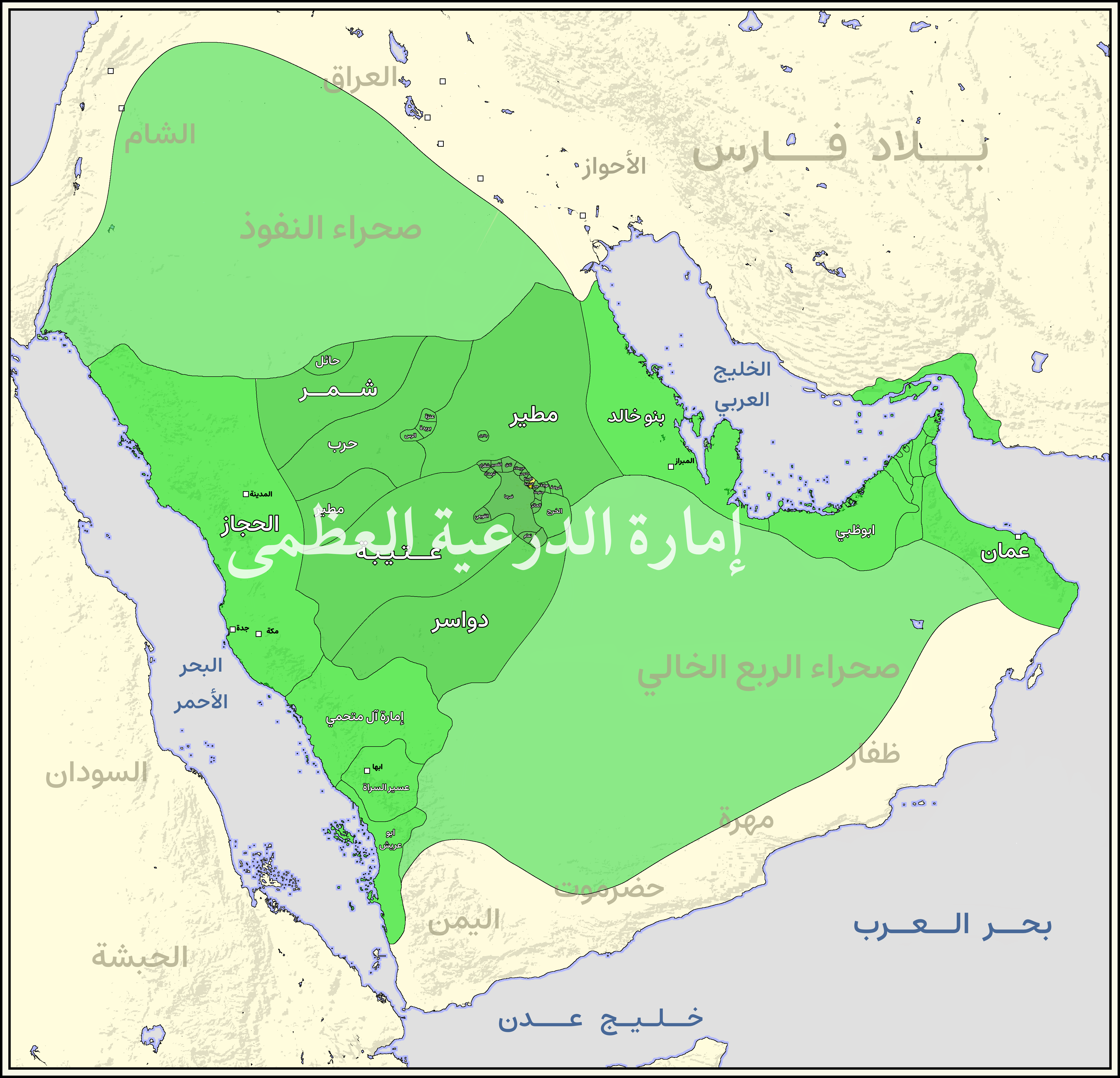
خريطة لكل مدينة كانت تحت سيطرة إمارة الدرعية عام 1805م

وهي الحاميات المسؤولة عن حماية المنطقة الموجودين بها، وهي موجودة في أقاليم معينة فقط هي المدينة المنورة، البريمي، الهفوف والمبرز. بينما تعتمد الأقاليم الأخرى على حماية شيوخ القبائل.

## معرض صور

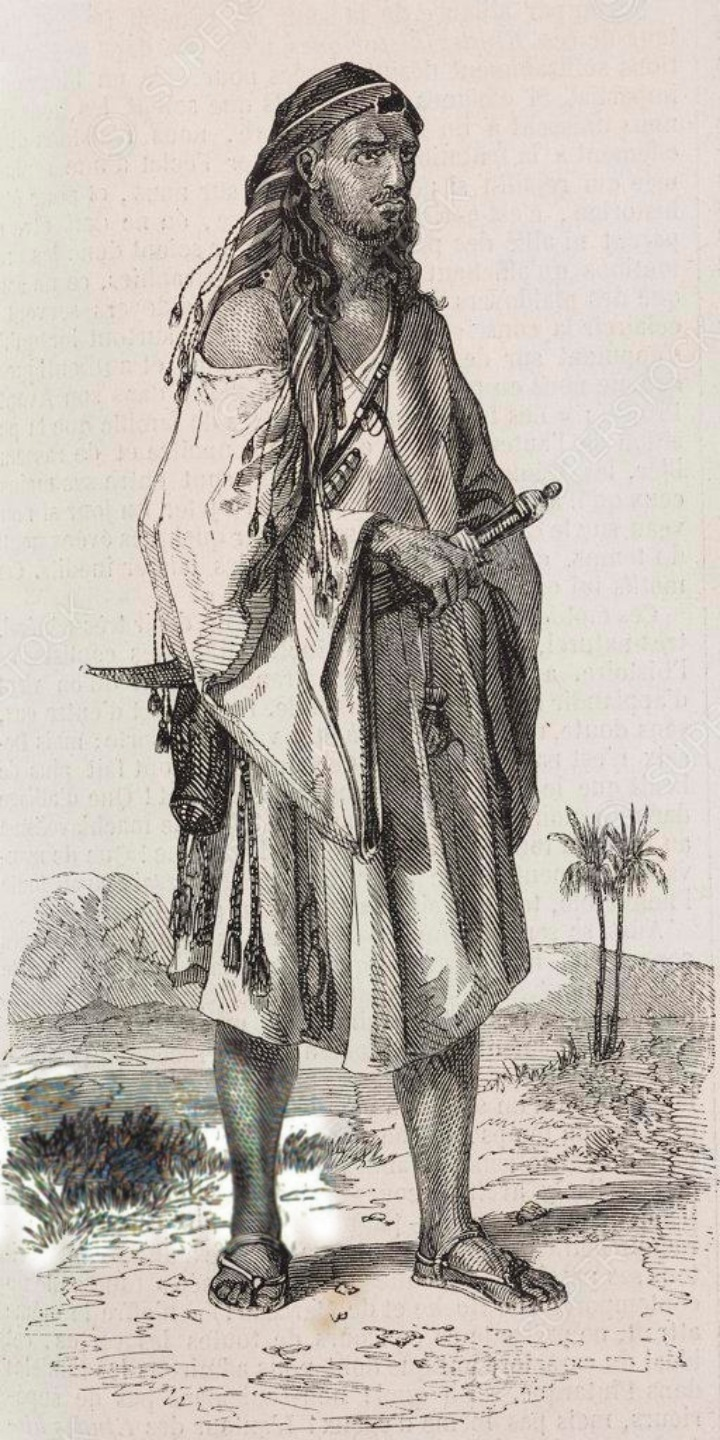
وهابي من قبيلة بني خالد
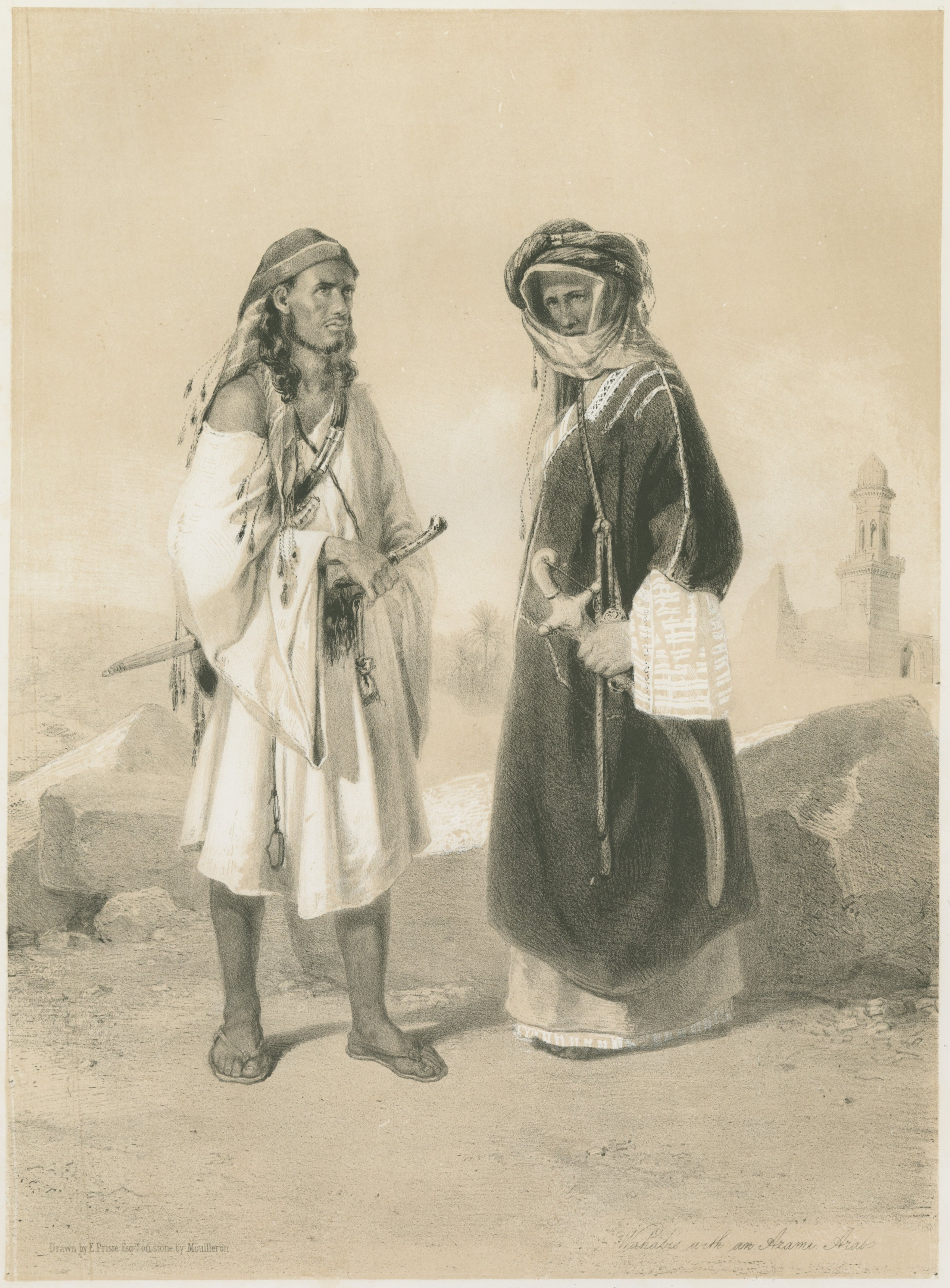
وهابي مع عربي عازمي